# Chung kết Cúp C1 châu Âu 1960
Trận chung kết Cúp C1 châu Âu năm 1960 là trận chung kết thứ năm của Cúp các đội vô địch bóng đá quốc gia châu Âu, ngày nay là UEFA Champions League. Đây là trận đầu giữa Real Madrid của (Tây Ban Nha và Eintracht Frankfurt của Đức trên Hampden Park ở Glasgow vào ngày 13 tháng 5 1960 với 135.000 khán giả. Với chiến thắng 7–3, Real Madrid, lần thứ 5 liên tiếp đoạt Cúp C1 châu Âu. Hai đội thua ở bán kết là FC Barcelona (thua Real Madrid với tổng tỷ số 2–6) và Rangers (thua Frankfurt với tổng tỷ số 4–12).

## Chi tiết trận đấu
| Real Madrid                                                    | 7–3 | Eintracht Frankfurt        |
| -------------------------------------------------------------- | --- | -------------------------- |
| Di Stéfano 27', 30', 73' · Puskás 45+1', 56' (ph.đ.), 60', 71' |     | Kress 18' · Stein 72', 75' |

| Real Madrid | Eintracht Frankfurt |

| REAL MADRID:                  |    |                         |
|                               |    |                         |
| TM                            | 1  | Rogelio Domínguez       |
| HV                            | 2  | Pachín                  |
| HV                            | 3  | Marcos Alonso Marquitos |
| HV                            | 4  | José Santamaria         |
| TV                            | 5  | José María Zárraga (ĐT) |
| TV                            | 6  | José María Vidal        |
| RW                            | 7  | Canário                 |
| TĐ                            | 8  | Luis del Sol            |
| TĐ                            | 9  | Alfredo Di Stéfano      |
| TĐ                            | 10 | Ferenc Puskás           |
| LW                            | 11 | Francisco Gento         |
| Huấn luyện viên:              |    |                         |
| Miguel Muñoz Trợ lý trọng tài |    |                         |

| EINTRACHT FRANKFURT: |    |                        |
|                      |    |                        |
| TM                   | 1  | Egon Loy               |
| HV                   | 2  | Friedel Lutz           |
| HV                   | 3  | Hermann Höfer          |
| HV                   | 4  | Hans Weilbächer (ĐT)   |
| HV                   | 5  | Hans-Walter Eigenbrodt |
| TV                   | 6  | Dieter Stinka          |
| TV                   | 7  | Richard Kress          |
| TV                   | 8  | Dieter Lindner         |
| TV                   | 9  | Erwin Stein            |
| TĐ                   | 10 | Alfred Pfaff           |
| TĐ                   | 11 | Erich Meier            |
| Huấn luyện viên:     |    |                        |
| Paul Oßwald          |    |                        |